# Topol, Bloke
Topol este o localitate din comuna Bloke, Slovenia, cu o populație de 54 de locuitori.